# Lanzhousaurus
Lanzhousaurus is een geslacht van plantenetende ornithischische dinosauriërs, behorend tot de groep van de Euornithopoda, dat tijdens het vroege Krijt leefde in de provincie Gansu van het huidige China.

## Vondst en naamgeving
In 2003 werd te Zhongpu nabij Lintao het skelet gevonden van een euornithopode. Het werd geprepareerd door Zhang Y-Q.
De typesoort Lanzhousaurus magnidens werd in 2005 beschreven door You Hailu, Ji Qiang en Li Daqing. De geslachtsnaam verwijst naar Lanzhou, de hoofdstad van Gansu. De soortaanduiding betekent "met grote tanden" vanuit het Latijn magnus, "groot" en dens, "tand", en verwijst naar de enorme maaltanden van het dier, de grootste die ooit bij een dinosauriër zijn aangetroffen.

Een skeletopstelling van Lanzhousaurus

Het fossiel, holotype GSLTZP01-001, is gevonden in een laag van de Hekougroep die dateert uit het late Barremien - vroege Aptien. Het bestaat uit een gedeeltelijk skelet met onderkaken. Bewaard zijn gebleven: beide onderkaken minus predentarium; losse tanden; een reeks van zes halswervels en acht ruggenwervels; ribben; twee borstbeenderen en twee schaambeenderen.
In 2017 werd een studie gepubliceerd over een CAT-scan en een isotopenanalyse die men van de tanden had uitgevoerd.

## Beschrijving

### Grootte en onderscheidende kenmerken
Lanzhousaurus is een reusachtige planteneter. In 2010 schatte Gregory S. Paul de lichaamslengte op tien meter en het gewicht op zes ton.
De beschrijvers stelden in 2005 één onderscheidend kenmerk vast. De tanden zijn individueel groot en zeer breed, gemiddeld vier centimeter, zodat er slechts veertien tandposities per tandrij zijn.

### Skelet
De onderkaak, ongeveer een meter lang, is relatief hoog en recht, zonder neerwaartse kromming. De tandrij buigt geleidelijk omhoog naar de naar achteren hellende processus coronoides, zonder scheidend beenplateau. Er is een grote extra opening in het surangulare. De tandrij heeft een lengte van een halve meter. In de tandgroeve bevinden zich veertien tandposities. Behalve de uitgekomen tand is er per positie een vervangingstand. Een gevonden losse rechter dentaire tand heeft een lengte van veertien centimeter en een breedte van vijfenzeventig millimeter. Het is de grootste tand die ooit van een plantenetende dinosauriër is gevonden. Gemiddeld zijn de tanden van Lanzhousaurus zo'n tien centimeter lang. De dentaire tanden hebben op de binnenzijde tien verticale richels die onderaan soms splitsen. Maxillaire tanden hebben op de buitenzijde een verticale hoofdrichel. Ze zijn ruitvormig met lobvormige vertandingen. Ondanks hun grootte zijn de tanden even sterk gekromd als bij andere iguanodontiërs.
In 2017 bepaalde men de groeisnelheid van het tandemail op 0,24 millimeter per dag. Qua structuur verschilden de tanden verder niet van die van andere Iguanodontia.
De halswervels hebben lange doornuitsteeksels. Die bereiken bij de ruggenwervels een hoogte van tweemaal het wervellichaam.
Het borstbeen is bijlvormig met een lang blad en een kort achterste uiteinde, een basaal kenmerk. Ook basaal is de vorm van het schaambeen met een hoge processus praepubicus. De schacht is kort.

## Fylogenie
Lanzhousaurus bevindt zich vermoedelijk of basaal in de Iguanodontoidea, of nog basaler in de klade Styracosterna, als verwant van Lurdusaurus.

## Levenswijze
De grote tanden vormen geen echte tandbatterijen. Het lijkt erop dat Lanzousaurus een alternatieve ontwikkeling vertegenwoordigt waarbij in plaats van een vergroting van het maalvlak door een opeenstapeling van kleine tanden, de individuele tanden zelf in grootte toenemen. In 2005 werd erop gewezen dat dit de occlusie van de tandrijen verslechtert. Daaruit concludeerde men dat zachtere planten gegeten werden.
In 2017 stelde men dat de hoge groeisnelheid van het tandemail door de Hadrosauridae geërfd kan zijn; zij zetten het in voor hun tandbatterijen. Het systeem met de grote tanden bij Lanzhousaurus zou een doodlopende weg in de evolutie geweest zijn.